# Franka Kamerawerk
Das Franka Kamerawerk war ein Hersteller von Fotoapparaten verschiedener Ausführung in Bayreuth. Es bestand im Ort zwischen 1910 und 1967.

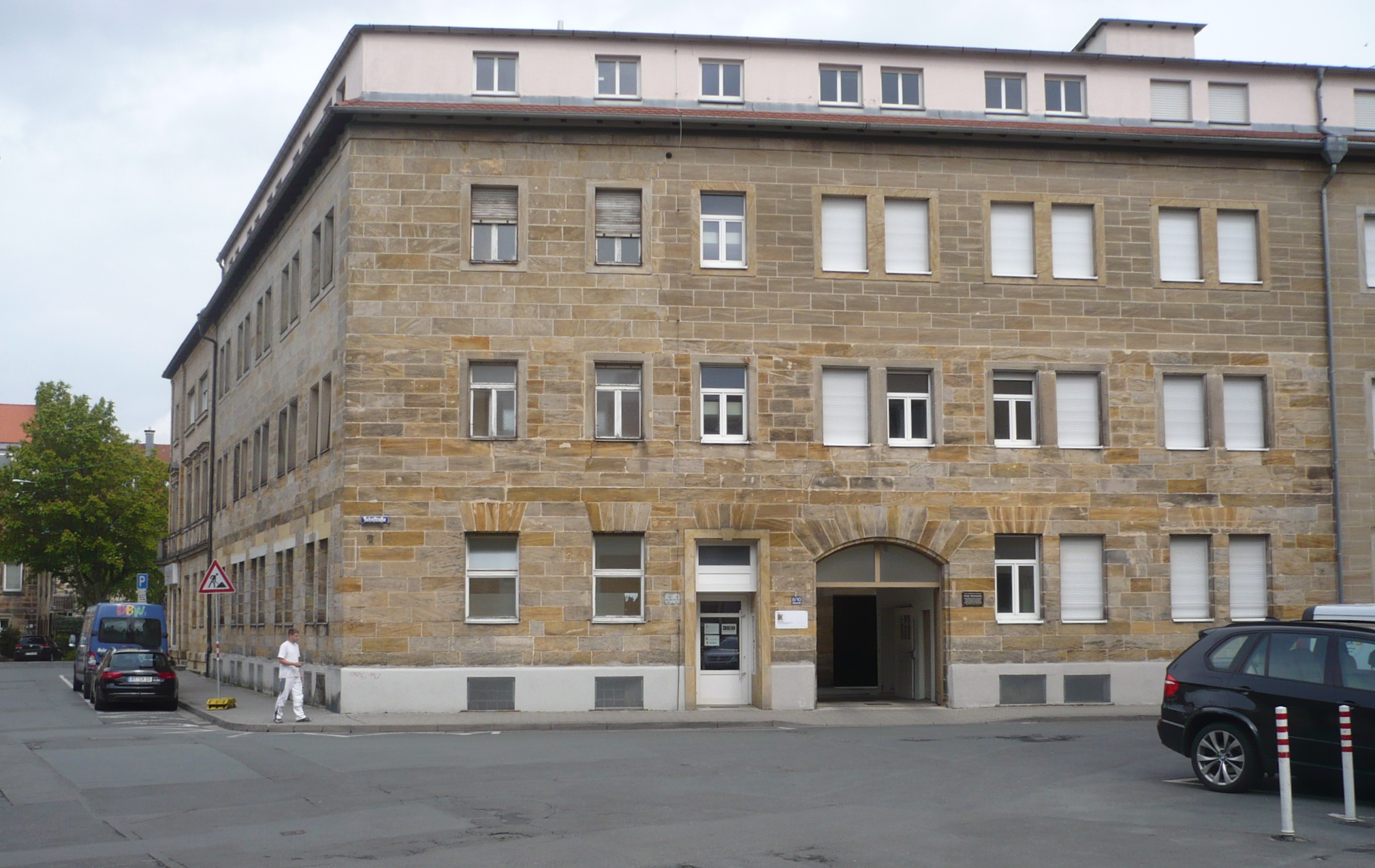
Gebäude des ehemaligen Franka Kamerawerks
in der Bayreuther Jahnstraße

## Geschichte
Das Unternehmen wurde 1909 unter dem Namen Fabrikation photographischer Apparate von den Eheleuten Franz und Leoni Vyskocil in Stuttgart gegründet.
Bald darauf war es unter dem geänderten Namen Frankonia-Werk in der Inselstraße 17 im Bayreuther Stadtteil Sankt Georgen ansässig, in einem Gebäude, das später vorübergehend die Firma Steiner-Optik beherbergte. Trotz auffälliger Werbung litt es unter Startschwierigkeiten und musste sich in den ersten Jahren mehrmals auflösen.
Die Wende kam, als im Juli 1915 der Buchhalter Wolfgang Hirschmann in die, mittlerweile in Franka-Kamerawerk umbenannte, Firma eintrat. Gemäß einer Verlautbarung des örtlichen Amtsgerichts von 1918 betrieb Hirschmann „seit 1. Oktober 1917 ein Fabrikations- und Handelsgeschäft für Metall- und Holzwaren, insbesondere photographische Apparate und Bedarfsartikel“. Produktion und Zahl der Mitarbeiter stiegen in den folgenden vier Jahren stark an. Das Unternehmen zog 1919 in die Innenstadt, an den Standort der ehemaligen Essig- und Likörfabrik Merkel, um, nach der am Gebäude angebrachten Informationstafel befand sich die Fabrik seit 1920 an dieser Stelle.
Die Aufwärtsentwicklung am neuen Standort vollzog sich zunächst langsam. Anfang der 1920er Jahre wurde der Betrieb schrittweise auf die ausschließliche Produktion von Fotoapparaten umgestellt. Zunächst entstanden Platten- und Rollfilmapparate, später kamen Kleinbildkameras hinzu.
Das stattliche Gebäude an der Jahnstraße 8/10, das zweimal aufgestockt wurde, zeugt von einer guten Auftragslage und großer Produktion, wobei rund zwei Drittel der Apparate in alle Welt exportiert wurden. Im Jahr 1948 war die Zahl der Mitarbeiter auf 154 angestiegen, Inhaber war nun neben Wolfgang Hirschmann dessen Bruder Hans. Die 1947 gegründete Firma Steiner lieferte bald darauf hochwertige Linsen und vollständige Objektive.
Ab dem Ende der 1950er Jahre drängte die japanische Konkurrenz verstärkt auf den Weltmarkt, was das exportorientierte Franka-Werk besonders traf. 1962 übernahm Henry Wirgin aus Wiesbaden die Firma und verwaltete sie von dort aus. Ihren Niedergang konnte er jedoch nicht aufhalten. Im Dezember 1966 kam die Produktion zum Erliegen, im September 1967 war endgültig Schluss. Die Stadt hat dafür gesorgt, dass die Fassade des Bauwerks saniert wurde, eine Nutzung ist nicht erkennbar (Zustand im Mai 2019).

## Produkte
Erstes Produkt war eine Plattenkamera im damals gängigen Format 9 × 12 cm, es folgten Fotoapparate für kleinere Formate. 1916 wurden elf Modelle in unterschiedlichen Preis- und Ausführungsvarianten angeboten. Der Erste Weltkrieg brachte die Produktion vorübergehend zum Erliegen. Gegen 1930 produzierte das Werk überwiegend 6 × 9-Rollfilmapparate.
In den 1930er Jahren begann die Zusammenarbeit mit Photo Porst, Verkaufsschlager war die Franka-Bubi für das Rollfilmformat 4 × 6½. Kurz vor dem Zweiten Weltkrieg brachten die Franka-Werke Fotoapparate im Kleinbildformat auf den Markt. Diese Apparate wurden aber nur in geringer Stückzahl erzeugt und fanden kaum Käufer.
Nach 1945 wurden vor allem Rollfilmkameras der Formate 6 × 9 (bis 1957) und 6 × 6 (bis 1965) gebaut. Weite Verbreitung fand die ab 1951 produzierte Solida 1, eine Mittelformat-Klappkamera mit Faltbalgen. Ab etwa 1954 begann in größerem Umfang die Herstellung von Kleinbildkameras, die als „kleine Wunderwerke feinmechanischer Präzision“ mit „langer Lebensdauer“ galten. Damals wurde auch eine Kleinbild-Sucherkamera mit Wechseloptik entwickelt. Beliebt war die Super-Frankarette aus dem Jahr 1959, mit Xenar-Objektiv, gekoppeltem Entfernungsmesser und eingebautem Belichtungsmesser. In den 1960er Jahren entstand die Kleinstkamera Edixa 16.
Zwischen 1951 und 1961 wurden 326.000 Apparate des Formats 6 × 6 gebaut. In den Jahren 1953 bis 1957 verließen ca. 88.000 Kameras des Formats 6 × 9 das Werk, von 1957 bis 1961 entstanden insgesamt 96.000 Kleinbildkameras. Nach den Angaben eines Werbeprospekts hatte sich die Produktion zwischen 1938 und 1956 verzehnfacht.